# Tripanurga aurea
Tripanurga aurea är en tvåvingeart som först beskrevs av Townsend 1917.  Tripanurga aurea ingår i släktet Tripanurga och familjen köttflugor. Inga underarter finns listade i Catalogue of Life.